# Frohen-le-Grand
Frohen-le-Grand je ves a bývalá obec departementu Somme v bývalém regionu Pikardie, ve Francii.

## Geografie
Ves Frohen-le-Grand se nachází u silnice D938, asi 20 mil severovýchodně od Abbeville, na souřadnicích 02° 12' 23" východní délky a 50° 12' 13" severní šířky. Před spojením s Frohen-le-Petit zahrnovala obec území o rozloze 5,37 km². Nadmořská výška území se pohybuje mezi 36 m n. m. a 120 m n. m. a průměrná výška je 41 m n. m.

## Historie
Od 1. ledna 2007, Frohen-le-Grand a Frohen-le-Petit se spojily do nové obce Frohen-sur-Authie.

## Populace
| 1962 | 1968 | 1975 | 1982 | 1990 | 1999 |
| ---- | ---- | ---- | ---- | ---- | ---- |
| 198  | 212  | 204  | 179  | 171  | 174  |